# Calzedonia
Calzedonia é uma marca italiana de moda fundada em Verona por Sandro Veronesi em 1987, com cerca de 1 750 lojas a nível mundial no ano de 2016. Pertence ao Calzedonia Group, que também detém as marcas Intimissimi, Tezenis, Falconeri, Atelier Emé e SignorVino. A marca Calzedonia vende fatos de banho, collants e leggings. Em Portugal,  a Calzedonia tem mais de 190 lojas.